# Jozef Florián Babor
Josef Florián Babor (4. května 1872, Praha, Rakousko-Uhersko – 11. ledna 1951, Bratislava) byl československý filozof, biolog, lékař, univerzitní profesor, malakolog, botanik a entomolog, filozofující biolog, novoscholastický filozof českého původu. Snažil se sjednotit nejnovější poznatky z biologie s katolickým učením.

## Životopis
Narodil se v rodině Josefa Babora, učitele na farní škole na Malé Straně a matky Anny, rozené Liršové. Předkové rodičů pocházeli z Čech. Po skončení základní školy pokračoval ve studiu na akademickém gymnáziu, kde maturoval v roce 1891. V roce 1897 ukončil studium na Lékařské fakultě Univerzity Karlovy v Praze. Po absolvování univerzity provedl studijní cestu, během níž navštívil Rakousko-Uhersko, Německo, Francie, Itálie, Velkou Británii, Nizozemí a Švýcarsko. Po promoci začal zpočátku pracovat jako soukromý neurolog a psychiatr v Praze.
Dne 17. srpna 1915 se v Praze oženil s třiadvacetiletou Marií Rejžkovou. V té době byl lékařem pro nemoci nervové v Praze II.
Asi od roku 1915 pracoval jako vojenský lékař v Jindřichovicích, od roku 1919 v Praze, Košicích, později v Užhorodě a Trnavě. V roce 1922 pracoval jako soukromý lékař a smluvní přednosta vojenské psychiatrické léčebny v Trnavě. V letech 1924 až 1943 působil na Lékařské fakultě Univerzity Komenského v Bratislavě jako profesor obecné biologie v letech 1924 - 1947. Od roku 1939 působil zároveň i na Přírodovědecké fakultě této univerzity. Od roku 1928, kdy získal řádnou profesuru, přednášel systematickou zoologii. V 40. letech 20. století působil na čtyřech bratislavských fakultách. Jako lékař se vedle neurologii zabýval i problémy hematologie, sarkolyzy a otázkami zánětů a účinky radioaktivity. Byl také průkopníkem radiobiologie na Slovensku. Zabýval se i archeologií a paleontologii. Byl autorem více než 250 odborných vědeckých a popularizačních prací z různých oborů. Spolupracoval i na Jandově Velkém přírodopisu a Ottova slovníku naučném. Přispěl i do České vlastivědy o fauně Slovenska.
Profesor Babor se stal průkopníkem české malakologie. Během svého života popsal několik nových druhů měkkýšů a napsal celou řadu malakozoologických prací. V některých svých pracích se zabýval i savci, rybami, plazy, obojživelníky a také vyššími i nižšími bezobratlými. Zabýval se také entomologií, hlavně koleopterológiou a své sběry prováděl hlavně v okolí Nitry, odkud jeho významné nálezy cituje v svém "Přehledu" i Antonín Fleischer.
Byl i profesor systematické zoologie Přírodovědecké fakulty SU (1940 - 1947), předseda mineralogicko-geologického a paleontologického odboru Slovenského vlastivědného muzea a později i předseda Přírodovědného odboru Slovenského muzea. Byl i členem několika zahraničních vědeckých společností.
MUDr. Josef Florián Babor se zabýval i otázkami mravní odpovědnosti vědců.
Babor měl velkou úctu k františkánské spiritualitě a byl přesvědčen, že ona má nejblíže slovenské mentalitě. Jako člen třetího řádu sv. Františka přijal jméno Columbanus. Byl externím profesorem na františkánském studiu generale v Žilině. Filozofickými a náboženskými úvahami přispíval do zejména do těchto časopisů: Františkánský obzor, Kultura, Filozofický sborník, Směr, Nová práce, Pero a Řád. Věnoval se zejména filozofii Duns Scota. Zvláštní pozornost věnoval zejména jeho nauce o individualitě.

## Práce z oblasti filozofie (výběr)
- Babor, J. F.Evolúcia a evolucionismus. In: Kultura, 1931, č. 2.
- Babor, J. F.Duns Scotus a dnešní biologie. In: Františkánský obzor, 1938, č. 3.
- Babor, J. F.Účelnosť v přírodě. In: Františkánský obzor, 1938, č. 3-4.
- Babor, J. F.O animaci plodu. In: Směr, 1943, č. 8.
- Babor, J. F.Duša a tělo. Duše a duše. Duše a duch. In: Františkánský obzor, 1941, č. 1 - 4.
- Babor, J. F.O transmutaci organismu. In: Směr, 1944, č. 1 - 3.
- Babor, J. F.Tri otázky o slovenském katolicismu. In: Slovenské pohledy, 1945, č. 1.
- Babor, J. F.Niektoré důsledky omylů o nemocné duši. In: Slovenské pohledy, 1945, č. 12.

## Práce z oblasti přírodních věd (výběr)
- Babor, J. F .: 1931, O slimácích na Sovensku a Podkarpatské Rusi. Sborník přírodovědného oboru Slovensku vlastivědného muzea v Bratislavě, 1924 - 1931: p. 5 - 14.
- Babor, J. F .: 1942, Význam vitaminu E pro vznik života. In: Slovenské léčivé rostliny, 2 (2-3): p. 45 - 48.
- Babor, J. F .: 1948, Nejvzácnější Campylaey České fauny. Přírodovědný sborník, III .: p. 242 - 243.

## O autorovi
- Fr. Bonaventure: Jozef Babor jubiluje.In: Františkánský obzor, 1942, č. 4.
- Münze, T .: J. Babor. In: Filozofie, 1994. č. 7, s. 416 - 417.
- Biografický lexikon Slovenska I. 2002. s. 133 - 134.
- Letz, J .: Slovenská křesťanská filozofie 20. století a její perspektivy, 2010, s. 151,303.
- Žitavská, A. S .: Památník slovenského školství za účinkování prezidenta T. G. Masaryka, II. Bratislava, heslo: (Babor Jozef MUDr., 440), 1937.
- KOLEKTIV AUTORŮ: Encyklopedie Slovenska I. svazek (A - D). Věda, Bratislava, 96 + portrét.
- MATOUŠEK, B. A KOL .: 1990 Příspěvek k dějinám Přírodovědného muzea v Bratislavě. XI., 1990.
- MUDr. Josef Florian BABOR. Sbor. slov. Múz. Přír. Vědy 36: p. 191 - 223, Bratislava, 1977.